# Jaroslav Bureš
Jaroslav Bureš (* 5. května 1954 Mimoň) je český právník a politik, v letech 2000 až 2001 a opět 2013 až 2020 předseda Vrchního soudu v Praze. Odborně se věnuje především občanskému právu, spolu s Ljubomírem Drápalem je spoluautorem známých komentářů k občanskému soudnímu řádu.

## Život
V roce 1979 vystudoval Právnickou fakultu Univerzity Karlovy a od roku 1980 působil jako soudce Obvodního soudu pro Prahu 2. V roce 1986 vstoupil do KSČ a byl přeložen na Městský soud v Praze, kde působil do roku 1991. KSČ opustil 20. listopadu 1989. Od roku 1991 byl soudcem tehdejšího Nejvyššího soudu České republiky a od roku 1993 soudcem Vrchního soudu v Praze, který z tohoto nejvyššího soudu vznikl. Roku 1995 přešel k Nejvyššímu soudu, kde se stal předsedou jeho občanskoprávního a obchodního kolegia, od roku 2000 ale začal působil ve funkci předsedy pražského vrchního soudu.
Od 2. února 2001 do 15. července 2002 byl ministrem spravedlnosti ve vládě Miloše Zemana. Od 16. července 2002 byl prvním místopředsedou Legislativní rady vlády. Byl také jedním z neúspěšných kandidátů ČSSD na prezidenta České republiky během prezidentských voleb v roce 2003.
V roce 2006 byl jmenován místopředsedou Nejvyššího soudu, jeho přidělení k tomuto soudu i následné jmenování místopředsedou ale zrušil Ústavní soud na návrh předsedkyně Nejvyššího soudu Ivy Brožové, která k tomuto přidělení nedala souhlas. Jaroslav Bureš se následně vrátil na Vrchní soud do Prahy, kde působil v pozici místopředsedy a od 2. ledna 2013 v pozici předsedy. Ve funkci předsedy Vrchního soudu v Praze jej dne 2. ledna 2020 vystřídal Luboš Dörfl. V únoru 2020 rezignoval na funkci soudce ze zdravotních důvodů k 31. květnu 2020. Stalo se tak v době, kdy začalo vycházet najevo, že přijal od Fotbalové asociace ČR (vedené později trestně stíhaným Miroslavem Peltou) pro sebe a pro syna zájezd na evropský šampionát v hodnotě 123 tisíc Kč.
Jaroslav Bureš je ženatý a má dva syny.